# Ashlyn Gere
Ashlyn Gere, geboren als Kimberly Ashlyn McKarny (Havelock, North Carolina, 14 september 1959), is een Amerikaans actrice en pornoactrice.

## Biografie
Gere werd geboren op de marinebasis Cherry Point. Op 3-jarige leeftijd verhuisde Gere naar Las Vegas. Ze behaalde twee universitaire diploma's op de Universiteit van Nevada, Las Vegas. Als actrice werd Gere vooral bekend door haar optredens in pornofilms waarvoor ze belangrijke pornofilmprijzen won. Hiernaast acteerde ze ook in onder meer de films Creepozoids, The One, Willard en Fatal Instinct en de televisieseries The X-Files, Space: Above and Beyond, Silk Stalkings en Millennium. Gere acteerde in meer dan tweehonderd pornofilms. In 1996 werd Gere opgenomen in de AVN Hall of Fame en in 2003 volgde haar opname in de XRCO Hall of Fame.

## Filmografie

### Televisieseries
- 1994 The X-Files
- 1995-1996 Space: Above and Beyond
- 1997 Silk Stalkings
- 1998 Millennium

### Films
- 1986 Evil Laugh
- 1986 Dreamaniac
- 1987 Creepozoids
- 1987 Lunch Meat
- 1988 Angel III: The Final Chapter
- 1992 Fatal Instinct
- 1999 Stripper Wives
- 2001 The One
- 2003 Willard

### Pornofilms (selectie)
- 1990 The Last Resort
- 1990 Shifting Gere
- 1991 Bad
- 1991 Put It In Gere
- 1991 Talk Dirty to Me 8
- 1992 Ashlyn Gere: The Savage Mistress
- 1992 Chameleons
- 1992 Gerein' Up
- 1992 Two Women
- 1994 Body and Soul
- 1994 Masseuse 2
- 1995 Ashlyn Rising
- 1998 Asianatrix 1
- 1999 Whack Attack 5
- 2000 Abyss
- 2001 Get It in Gere
- 2002 Crime and Passion

## Gewonnen prijzen

### AVN Award
- 1993 Best Actress – Film voor Chameleons[3]
- 1993 Best Actress – Video voor Two Women[3]
- 1993 Best All-Girl Sex Scene – Film voor Chameleons (met Deidre Holland)[3]
- 1993 Best Group Scene – Video voor Realities 2 (met Marc Wallice en TT Boy)[3]
- 1993 Female Performer of the Year[3]
- 1995 Best Actress – Film voor The Masseuse 2[3]
- 1995 Best Actress – Video voor Body and Soul[3]
- 1995 Best Couples Sex Scene – Video voor Body and Soul (met Mike Horner)[3]
- 1996 AVN Hall of Fame[1][4]

### F.O.X.E. Award
- 1992 Female Fan Favorite[5]
- 1993 Female Fan Favorite[5]
- 1994 Female Fan Favorite[5]

### XRCO Award
- 1992 Best Actress (Single Performance) voor Chameleons: Not The Sequel[6]
- 1992 Best Couples Sex Scene voor Chameleons: Not The Sequel (met Rocco Siffredi)[6]
- 1992 Best Girl-Girl Scene voor Chameleons: Not The Sequel (met Deidre Holland)[6]
- 1992 Female Performer of the Year[6]
- 2003 XRCO Hall of Fame[2][6]

### Adam Film World Guide Award
- 2003 Best Actress – Video voor Crime and Passion[7]